# José de Sá Caetano
José Maria de Sá Caetano (* 26. Oktober 1933 in Leiria) ist ein portugiesischer Filmregisseur und Drehbuchautor.

## Leben
Er studierte Architektur an der Escola Superior de Belas Artes de Lisboa, der heutigen Fakultät für Bildende Künste der Universität Lissabon. 1959 ging er nach London, an die London School of Film Technique (heute London Film School) und die Slade School of Fine Art. Bereits 1960 machte er seine ersten Erfahrungen im Portugiesischen Film, als er Assistent für Fernando Lopes war, bei seinem Kurzfilm As Pedras e o Tempo (Die Steine und die Zeit), für den er auch das Drehbuch mitschrieb. Caetano blieb weiter in London, wo er bis 1973 für Kino- und Fernsehproduktionen tätig war, besonders für die BBC.
Nach seiner Rückkehr nach Portugal 1973 schnitt er José Fonseca e Costas Dokumentarfilm Golf in the Algarve. Die Filmförderung durch das neugeschaffene Instituto do Cinema e do Audiovisual ermöglichte ihm seinen ersten Spielfilm, As Ruínas no Interior (Die Ruinen im Inneren), den er 1977 fertigstellen konnte. Dieser tieftraurige Film erregte keine größere Aufmerksamkeit beim breiten Publikum, überzeugte die Kritik aber ebenso, wie sein folgendes Werk Um S Marginal (etwa: Ein S am Rande), ein verstörender Blick auf den Umbruch im Portugal am Ende der 70er Jahre. Nachdem sein nächster Film Azul, Azul (Blau, blau) jedoch wenig Lob erfuhr, beschränkte er sich auf seine Tätigkeiten für das Fernsehen.
Er arbeitete in der Zeit auch für internationale Produktionen in Portugal, so 1985 bei White Nights – Die Nacht der Entscheidung und 1990 bei Das Rußland-Haus. Erst 2004 trat er als Regisseur erneut in Erscheinung. Seine romantische Komödie Maria E as Outras, mit der populären Catarina Furtado in der Hauptrolle, avancierte 2004 kurzzeitig zum Publikumserfolg.

## Filmografie

### Regie
- 1977: Der innere Verfall (As Ruínas no Interior)
- 1983: Um S Marginal
- 1986: Azul, Azul
- 2004: Maria E as Outras

### Drehbuch
- 1961: As Pedras e o Tempo (Kurzfilm)
- 1977: Der innere Verfall (As Ruínas no Interior)
- 1983: Um S Marginal
- 1985: O Nosso Futebol (Doku.)
- 1986: Azul, Azul